# Bed Bath & Beyond
Bed Bath & Beyond – amerykańskie przedsiębiorstwo z siedzibą w Union w stanie New Jersey, zajmujące się dystrybucją detaliczną artykułów wyposażenia wnętrz. Założone w 1971 roku przez Leonarda Feinsteina i Warrena Eisenberga.
Według stanu na 28 lutego 2015, do sieci Bed Bath & Beyond należy 1 513 sklepów, w tym 1 466 w Stanach Zjednoczonych, 44 w Kanadzie i 3 w Portoryko. W Stanach Zjednoczonych, stanami, w których znajduje się najwięcej sklepów sieci są Kalifornia (186 sklepów), Teksas (115), Floryda (97), Nowy Jork (96) oraz New Jersey (89).